# Baron Poole

Wappen der Barone Poole

Baron Poole, of Aldgate in the City of London, ist ein erblicher britischer Adelstitel in der Peerage of the United Kingdom.
Der Titel wurde am 10. März 1959 für den Unternehmer und konservativen Politiker Oliver Poole geschaffen. Dieser war Unterhausabgeordneter für den Wahlkreis Oswestry und Vorsitzender der Conservative Party gewesen.

## Liste der Barone Poole (1958)
- Oliver Poole, 1. Baron Poole (1911–1993)
- David Poole, 2. Baron Poole (* 1945)

Titelerbe (Heir apparent) ist der Sohn des aktuellen Titelinhabers, Hon. Oliver Poole (* 1972).